# دنيس باندا
دنيس باندا هو سياسي كندي، ولد في 13 يناير 1941. حزبياً، نشط في Saskatchewan New Democratic Party ‏. وقد انتخب عضو المجلس التشريعي من ساسكاتشوان.